# 庄野真代
庄野 真代（しょうの まよ、1954年12月23日 - ）は、日本の女性シンガーソングライターである。本名：庄野 眞代（読み同じ）。血液型B型。大阪府大阪市西淀川区出身。ルフラン所属。
サーカスの叶正子、同期デビューの渡辺真知子とは友人関係にあり、共演することも多い。
2000年代以降は、音楽を通じた社会貢献・国際貢献を志してボランティア活動やNPO法人の設立なども行っている。また参議院選挙への立候補歴もある（後述）。2014年より法政大学人間環境学部兼任講師。子ども食堂しもきたキッチン主宰。

## 来歴

### デビューまで
少女時代は病弱で、オルガン教室に通うなどしていた。小学校高学年から活発になり、中学時代は生徒会活動に没頭する。大阪府立東淀川高等学校への入学と同時に演奏活動を始め、以後はオーディションへの参加に明け暮れていた。大学受験に失敗して浪人することになった後も音楽活動を続け、ヤマハボーカルオーディションに合格。合歓音楽院にて研修を受けることになった。
音楽活動をやめることを考えていた20歳のとき、最後に何か音楽活動の証になることをしようと思って「フォーク音楽祭」に参加したところ、予選を次々と突破。関西四国決勝大会でグランプリを獲得し、全国大会にてスカウトされた。

### 「飛んでイスタンブール」がヒット
1976年にコロムビアからデビューアルバム『あとりえ』を発売してレコード・デビュー、都会派ニューミュージックの歌手として注目される。
2年後の1978年には代表曲「飛んでイスタンブール」が大ヒットとなり、同年12月31日には『第20回日本レコード大賞』中山晋平賞（のち作曲賞）受賞と同時に、『第29回NHK紅白歌合戦』に初出場を果たした。
その他のヒット曲には、1978年の「モンテカルロで乾杯」「マスカレード」、1980年の「Hey Lady 優しくなれるかい」などがある。
私生活では1977年に作曲家の小泉まさみと結婚し、2女をもうけたが、小泉とは後に離婚している。

### 休業・世界一周旅行
1980年に「休業宣言」をして音楽活動を休止、同年に世界一周の旅に出て28か国132都市を渡り歩いた。その際にはイスタンブールも訪問しているが、歌詞のイメージと実際の風景があまりに異なるので驚いたという。帰国後は歌手活動を再開したほか、執筆・講演活動も開始。ミュージカルやテレビドラマにも出演する。
1991年にはシンガポール・マレーシア・香港でCDデビューし、アジアでの活動を開始した。
2002年、中森明菜が庄野の楽曲「Adieu 〜アデュー」をカバーした。庄野は中森の8枚目のシングル『サザン・ウインド』のB面曲「夢遙か」の作詞も手掛けている。

### 大学入学と社会運動
2000年、45歳で法政大学人間環境学部に入学。1年間の英国留学などを経て2004年に卒業。同年9月、早稲田大学大学院アジア太平洋研究科国際関係研究科に入学。2006年、同大学院同研究科を修了。
2006年、かねてより続けていた音楽を通したボランティア活動を組織化して、NPO法人国境なき楽団を設立。フィリピンで楽器支援活動。独立行政法人JICAのプログラム「世界の笑顔のために」へ参加。
2007年、マレーシアでの障害児施設支援・交流コンサート。2008年、トルコ国内で障害者施設支援チャリティコンサートツアー。2009年、インドネシアとケニアで施設交流コンサート。
2010年、第22回参議院議員通常選挙に民主党から比例区で立候補。文化芸術振興などを公約に掲げたものの、結果は落選に終わった。なお、出馬の際の候補者アンケートでは、選択的夫婦別姓制度導入に賛成と回答していた。また「普天間基地の沖縄県内移設」「高速道路無料化」「郵政民営化」「5年以内の消費税増税」といった、民主党の政策の根幹に関わる問題についてはいずれも、賛成・反対の「どちらとも言えない」と回答していた。
2010年、ベトナムで交流コンサート。2011年、カンボジアで楽器支援活動。東日本大震災チャリティーコンサート「SHARING」をスタート。2013年、タイ王国で楽器支援活動と孤児施設支援コンサート。スリランカ南部・北部で国際NGO「Music Project」との協働による音楽教育支援活動。
2014年4月より法政大学人間環境学部非常勤講師として、特論「アーチストと社会貢献」を担当。2016年4月より同大学同学部講師を務める。
2015年、ミャンマーで楽器支援活動。同年、坂本洋、サーカスの叶高（サーカス）らとベルボトムズを結成。タイ王国第10回ラグーナ・プーケット国際マラソン大会で部門3位入賞。2016年、ネパールで楽器支援活動。タイ王国第13回コーンケーン国際マラソン大会で部門5位入賞。
自ら設立したNPO法人「国境なき楽団」代表理事を務めていたが、2019年（令和元年）12月31日をもって同法人を解散し、「国境なき楽団PLUS」代表となった。

## ディスコグラフィー

### シングル
1. ジョーの肖像（1976年5月1日）
作詞・作曲：庄野真代／編曲：上柴はじめ
2. ピエロのように（雨あがりの青い傘）（1976年12月1日）
作詞・作曲：庄野真代／編曲：柳田ヒロ
3. 中央フリー・ウェイ（1977年4月10日）
作詞・作曲：荒井由実／編曲：佐藤準
4. ラスト・チャンス（1977年9月10日）
作詞：中村行延／作曲：堀内孝雄／編曲：佐藤準
5. 飛んでイスタンブール（1978年4月1日） - 庄野のシングルで最大のヒット作。
作詞：ちあき哲也／作曲：筒美京平／編曲：船山基紀
6. モンテカルロで乾杯（1978年7月10日）
作詞：ちあき哲也／作曲・編曲：筒美京平
7. マスカレード（1978年11月25日）
作詞：竜真知子／作曲：筒美京平／編曲：瀬尾一三
8. ジャングル・コング（1979年5月1日）
作詞：三浦徳子／作曲：筒美京平／編曲：後藤次利
9. アデュー（1979年9月1日）
作詞・作曲：庄野真代／編曲：瀬尾一三
10. 相生橋で（1979年10月1日） - 第6回広島平和音楽祭 ゴールデン・メイプル賞（協力・広島テレビ放送）
作詞：田村和男／補作詞：石本美由起／作曲：庄野真代／編曲：小野崎孝輔
  - 「ゴールデン・メイプル賞」は、同音楽祭を主催した広島テレビ放送により一般から公募された詩の最優秀作に授与されたもの。ジャケットには同音楽祭で歌唱した際の写真が使われた。
  - 相生橋は広島市中心部にある全国的にも珍しいT字型の橋で、広島市への原子爆弾投下の際に目標点とされた。
  - 公式サイトのディスコグラフィーには当初掲載されていなかったが、サイトを大幅リニューアルした際に掲載された。
11. Hey Lady 優しくなれるかい（1980年2月1日） - ポーラ化粧品‘80 春のキャンペーン・テーマ曲。
作詞・作曲：庄野真代／編曲：瀬尾一三
12. 逃亡者（1982年3月21日）
作詞： 庄野真代／作曲：小泉まさみ／編曲：OINGO BOINGO
13. そして・蜃気楼（1983年5月21日）
作詞：庄野真代／作曲・編曲：小泉まさみ
14. スロウ・ボートでチャイナへ（1983年7月21日）
作詞：ちあき哲也／作曲・編曲：小泉まさみ
15. お・ん・な 無限大（1983年10月21日）
作詞・作曲：庄野真代／編曲：小泉まさみ
16. 不在証明（シャドーポイント）（1984年11月21日） - J-WALKのボーカルである中村耕一とのデュエット曲。
作詞：売野雅勇／作曲：井上大輔／編曲：船山基紀
17. おでかけブギ（1986年10月21日）
18. ハーレクイン・ロマンス（1987年4月6日）
19. 愛情（1992年2月26日）
20. それしかないの男たち（1992年11月26日）
21. Day by Day 心のままに生きて（1995年1月25日）
22. Be yourself （2004年4月24日）
23. あなたが微笑うとき（2006年6月7日）
24. 奇跡の森　熊野古道ランドマークソング／森のテーマ （2007年11月28日）
作詞：及川眠子／作曲：蛯乃木ユウイチ／編曲：佐々木誠
25. 小さなくつ（2013年3月20日）
作詞・作曲：庄野真代／編曲：寝音屋

### オリジナルアルバム
1. あとりえ（1976年6月25日）
2. るなぱあく（1976年12月25日）
3. ぱすてる33 1/3 （1977年9月1日）
4. ルフラン（1978年6月25日）
5. マスカレード（1978年12月10日）
6. 私旋律（バラード）（1979年10月25日）
7. Last Show （1980年3月21日） ライブ盤
8. 逢・愛・哀（1982年3月21日）
9. メイド・イン・トーキョー（1983年7月21日）
10. EXOTIC（1983年11月）
11. 紅HOTEL（1984年12月21日）
12. EID-UL=FITR（1987年4月6日）
13. CABIN36（1991年11月1日）
14. 愛情～Art of Loving～（1992年4月25日）
15. Time Traveller Vol.1～時代の夜汽車（2001年12月21日）
16. Time Traveller Vol.2～ノスタルジアの樹（2002年9月25日）
17. V.S.O.P.1～Unforgettable Moments feat. Yellow Panther（2004年11月25日）
18. Time Traveller Vol.3～ラビリンス（2004年12月15日）
19. Reminiscence（2008年4月30日）
20. Reminiscence2～月がとっても青いから（2010年5月25日）
21. Reminiscence（2011年4月27日）リマスター・追加曲収録の上で再発売
22. Reminiscence blue（2011年6月1日）
23. つばさのうた（2013年3月20日）東日本大震災復興応援CDとしてプロデュース。書き下ろし曲「小さなくつ」収録。本人歌唱曲は2曲のみ。
24. CINEMATIQUE（2013年10月2日）タンゴジャズ・クロスオーバーグループJACROTANGSとのコラボレーションアルバム。
25. 66（2020年7月22日）

### ベストアルバム
1. Domestic Mayo Line（1979年12月10日）
2. DIGITAL COSTUME 庄野真代ニュー・ベスト（1980年12月21日）
3. SHININGS MAYO HIT COLLECTION（1982年11月）
4. ベスト・コレクション（1985年10月21日）
5. Wデラックス（1987年6月1日）
6. ベスト・ソングス（1992年10月21日）
7. 庄野真代 single collection（1995年6月21日）
8. The Very Best（1997年5月21日）
9. ゴールデン☆ベスト -シングル・コレクション+筒美京平作品集-（2005年1月26日）
10. エッセンシャル・ベスト（2007年8月22日）
11. ゴールデン☆ベスト（2011年1月19日）
12. Light Mellow 庄野真代（2016年9月28日）
13. GOLDEN☆BEST 庄野真代 愛情（2016年10月19日）
14. デビュー45周年記念BOX MAYO BOX～NIPPON COLUMBIA DAYS～ ［11CD+DVD］（2021年10月6日）

### 作詞
- グッドバイ・モーニング
  - 1976年5月　女性歌手・サンディーがヤマハポピュラーソングコンテスト・第11回ポピュラーソングコンテストつま恋本選会でこの曲を唄い、グランプリを受賞。また同年11月の第7回世界歌謡祭に於いてもグランプリを受賞した。
  - 1977年9月　庄野真代自身もセルフカバーバージョンをリリース[10]（オリジナルアルバムの『ぱすてる33 1/3』に含めて）
  - 1992年　近藤房之助が当時Mi-Keの宇徳敬子と「宇徳敬子&近藤房之助」名義で、『Good-by morning』としてカバー。
  - 2008年2月　ミュージカル俳優・歌手のルカス・ペルマンがカバー[11]（ヤマハミュージックコミュニケーションズ、規格品番：YCCY-30004）
  - 2019年5月　女性歌手・エンレイ（中国江西省景徳鎮出身）がカバー[12]（ユニバーサルミュージック　規格品番：UPCY-5070）
  - 2023年5月　おかゆがカバー[13] (ビクターエンタテインメント　規格品番：VICL-37688）（シングル『渋谷のマリア』(GM盤)のC/W）
  - 2023年12月　おかゆがカバー[14] (ビクターエンタテインメント規格品番：VICL-65906）（アルバム『おかゆウタ カバーソングス3』に収録）

### 参加曲
1. ひとりひとつ（2015年10月1日）
青年海外協力隊50周年記念ソング。川嶋あい、倉木麻衣、宮沢和史、乙武洋匡らの「16 voices」の1人としてボーカル参加[15]。

## 出演

### NHK紅白歌合戦出場歴
| 年度/放送回               | 回 | 曲目                 | 出演順 | 対戦相手 |
| ------------------------- | -- | -------------------- | ------ | -------- |
| 1978年（昭和53年）/第29回 | 初 | 飛んでイスタンブール | 07/24  | ツイスト |

注意点
- 出演順は「出演順/出場者数」で表す。

### テレビ番組
- 夜のヒットスタジオ（フジテレビ）
- ザ・ベストテン（TBS）
- 今日もワクワク（日本テレビ）
- 真代のカゲキにシンデレラ（中京テレビ） - 司会を担当。
- 夢宙人（名古屋テレビ） - 司会を担当。
- THE夜もヒッパレ（日本テレビ）
- HEY!HEY!HEY! MUSIC CHAMP （フジテレビ） - 「ダウンタウンのごっつええうた」のコーナーに出演。
- BS日本のうた（NHK BS2）
- ダウンタウンのごっつええ感じ（フジテレビ） - 「1996FNS即興歌謡祭」に出演。
- 趣味悠々 山下洋輔のジャズの掟（NHK教育テレビ）
- MONPE倶楽部（サンテレビ）
- 情報プレゼンター とくダネ! （2008年5月1日、フジテレビ） - 「朝のヒットスタジオ」のコーナーに出演。
- 視点・論点（NHK教育テレビ）
- 第40回NHK思い出のメロディー（NHK）
- 魅惑のスタンダードポップス（NHK BS2）
- 新ニッポン探検隊 違いを超えて! 音楽は人類の共通語（日本テレビ）
- 歌の楽園（テレビ東京）
- 未来世紀ジパング（テレビ東京）
- 木曜8時のコンサート〜名曲!にっぽんの歌〜（テレビ東京）
- BS日本のうた（NHK）
- NHK歌謡コンサート（NHK）
- J-POP青春の'80（NHK）
- ハモネプ☆スターリーグ（フジテレビ）
- 火曜曲!（TBS）
- 杉並人図鑑（J:COMチャンネル）- MC

ほか多数

### テレビドラマ
- 教師びんびん物語II （1989年、フジテレビ）
- お嬢さん現金に気をつけて! -危険な天使たち- （1989年、フジテレビ）
- お嬢さん殺人にご用心! （1990年、フジテレビ）
- お嬢さん朝食をご一緒に…（1990年、フジテレビ）
- 月曜ドラマ・イン ツインズ教師（1993年、テレビ朝日）
- 喪失（1993年、フジテレビ）
- 領収書物語3 （1994年、フジテレビ）
- ドラマ30
  - 風たちの遺言（1995年、CBC）
  - 幼稚園ゲーム2 〜社宅篇〜（2002年、CBC）

### CM
- 明治乳業　明治デザートホイップ
- エスエス製薬　スルーラック　※歌のみ
- 四国電力　Life is 電化　※歌のみ
- ロッテ　小梅　※歌のみ
- ポーラ化粧品　1980年春のキャンペーン　※歌のみ
- 岡部ホテルグループ　※歌のみ

ほか多数

### ラジオ
- 庄野真代・ルック・ときめきエトランゼ（TBSラジオ）
- サンデーファッショナブルミュージック（ニッポン放送）
- 庄野真代のときめきポップ・ステーション（ニッポン放送）
- Harbor Light 23（ラジオ関西）
- 庄野真代のデンオン ミュージック・ストーム（エフエム東京）
- アフタヌーン・パラダイス「Music Cosmetic」（エフエム世田谷）
- 真代＆バンブー 青春☆らくがき帳（Tokyo Star Radio、2022年10月1日 - 2024年12月）

ほか多数

### 舞台
- 火の鳥
- アニー
- アンの青春
- 夢のタイムリミット
- パートタイムハイスクール
- THE KEYSTONE OF THE PACIFIC
- JIRO-CHO
- 月虹（2014年）

## 著書
- 庄野真代のthe世界漫遊記（1982年、サンケイ出版）
- カゲキなくらしの手帖 - 庄野真代のクッキングエッセイ（1985年、小学館）
- ジャパネスクおそうざい図鑑（1987年、講談社）
- 踊りたいの（1987年、ハーレクイン・エンタープライズ日本支社）
- 庄野真代の楽しくなくちゃ料理じゃない!（1990年、南雲堂）
- 妙魔 - さよなら筋腫くん!（2000年、泉書房）
- 庄野真代、支えあう社会を奏でたい - 国境なき楽団からはじまった挑戦（2010年、ポット出版）